# چشمان بامداد
چشمان بامداد (به انگلیسی: Eyes of Dawn) یک مجموعه تلویزیونی از کشور کره جنوبی است که به موضوع استعمار ژاپن بر کره، جنگ جهانی دوم و جنگ کره پرداخته‌است.